# Gusztáv a sötétben
A Gusztáv a sötétben a Gusztáv című rajzfilmsorozat második évadának negyedik epizódja.

## Rövid tartalom
Gusztáv kineveti a középkori ember babonás félelmét, de egy váratlan áramszünettől kétségbeesik.

## Alkotók
- Írta, tervezte és rendezte: Nepp József
- Zenéjét szerezte: Deák Tamás
- Operatőr: Neményi Mária
- Hangmérnök: Bélai István
- Vágó: Czipauer János
- Háttér: Szoboszlay Péter
- Rajzolták: Csiszér Ágnes, Révész Gabriella, Vásárhelyi Magda
- Színes technika: Dobrányi Géza, Kun Irén
- Gyártásvezető: Kunz Román

Készítette a Pannónia Filmstúdió.